# Maxtv.si
Maxtv.si je bila prva linearna spletna televizija v Sloveniji. Ustvarjalo jo je podjetje Pro Plus. Program je začela oddajati 3. septembra 2009.
Pod predvajano vsebino je bil viden televizijski spored. Predvajale so se oddaje in serije domače produkcije programov Pro Plusa: POP TV, Kanala A in TV Pike. 
Septembra 2010 je bil ukinjen, ker so ga spremenili v plačljivi POP PLUS.